# Liste der Mitglieder der American Academy of Arts and Sciences/1843
Im Jahr 1843 wählte die American Academy of Arts and Sciences 8 Personen zu ihren Mitgliedern.

## Neugewählte Mitglieder
- John Harrison Blake (1808–1899)
- Angel Calderon de la Barca (1790–1861)
- Thomas Cole (1779–1852)
- Horatio Greenough (1805–1852)
- Justus Freiherr von Liebig (1803–1873)
- Francis Peabody (1801–1867)
- Jeffries Wyman (1814–1874)
- Morrill Wyman (1812–1903)